# Judith Malina
Judith Malina (4. června 1926, Kiel, Německo – 10. dubna 2015, Englewood, New Jersey, USA) byla americká herečka. 
Narodila se do židovské rodiny v Německu a ve svých třech letech, v roce 1929, s rodiči odjela do New Yorku. Herectví se věnovala již od dětství, jejím učitelem byl například Němec Erwin Piscator. Řadu let spolupracovala se svým manželem Julianem Beckem. Za toho se provdala v roce 1948 a zůstala s ním až do jeho smrti roku 1985. Roku 1988 se jejím manželem stal herec Hanon Reznikov, který zemřel v roce 2008. Hrála například ve filmech Psí odpoledne (1975) a Čas probuzení (1990).